# Despicable Me: Minion Rush
Despicable Me: Minion Rush est un jeu vidéo de plateforme pour appareils mobiles basé sur la série de films Moi, moche et méchant. Il est apparu pour la première fois le 10 juin 2013 et est sorti sur Android, iOS et Windows Phone. À la fin du mois de janvier 2017, le jeu a été téléchargé plus de 800 millions de fois,.

## Gameplay
Le joueur joue le rôle d'un des trois Minions, Dave, Carl ou Jerry. Le jeu se contrôle en faisant glisser le doigt vers le haut, le bas, la gauche ou la droite sur l'écran. Des extras tels que Mega Minion, Moon ou même la fusée de Gru vous obligent à incliner l'appareil à gauche ou à droite pour contrôler sa direction. Le but principal du jeu, cependant, est de devenir le Minion le plus incorrigible qui soit. Pour ce faire, vous devez donner un coup de main dans le laboratoire de confiture et collecter des bananes pour progresser. Il existe également des missions spéciales pour le nouveau contenu, ainsi que des courses et des événements hebdomadaires.